# Josa samaria
Espèce
Josa samaria est une espèce d'araignées aranéomorphes de la famille des Anyphaenidae.

## Distribution
Cette espèce est endémique du département de Magdalena en Colombie,. Elle se rencontre dans la Sierra Nevada de Santa Marta.

## Description
La femelle holotype mesure 7,33 mm.

## Systématique et taxinomie
Cette espèce a été décrite par Martínez, Kochalka, Cabra-García et Ramírez en 2025.

## Publication originale
- Martínez, Kochalka, Cabra-García & Ramírez, 2025 : « Revealing the identity of Josa chazaliae (Simon, 1897) (Araneae: Anyphaenidae): new species and the highest altitude record for a spider in South America. » Zootaxa, no 5566(2), p. 201-242.